# Coupe d'Afrique des nations junior 1995
Navigation
1993 1997
La 9e édition de la Coupe d'Afrique des nations junior s'est déroulée au Nigeria du 28 janvier au 8 février 1995. Elle est remportée par le Cameroun qui bat le Burundi 4-0 en finale.

## Qualifications
Le Nigeria est qualifié automatiquement en tant que pays hôte. Les autres pays participent aux qualifications organisées sous forme de matchs aller-retour.
Huit équipes participent à la phase finale :
- Burundi
- Cameroun
- Guinée
- Mali
- Maurice
- Nigeria (hôte)
- Sénégal
- Zambie

## Phases de groupes

### Groupe A
| Rang | Équipe  | Pts | J | G | N | P | Bp | Bc | Diff |
| ---- | ------- | --- | - | - | - | - | -- | -- | ---- |
| 1    | Mali    | 7   | 3 | 2 | 1 | 0 | 8  | 4  | +4   |
| 2    | Nigeria | 7   | 3 | 2 | 1 | 0 | 6  | 4  | +2   |
| 3    | Zambie  | 1   | 3 | 0 | 1 | 2 | 4  | 6  | -2   |
| 4    | Guinée  | 1   | 3 | 0 | 1 | 2 | 2  | 6  | -4   |

| 28 janvier 1995 | Nigeria | 3 - 3 | Mali |  |  |
|                 |         |       |      |  |  |

| 28 janvier 1995 | Guinée | 2 - 2 | Zambie |  |  |
|                 |        |       |        |  |  |

| 30 janvier 1995 | Mali | 2 - 1 | Zambie |  |  |
|                 |      |       |        |  |  |

| 30 janvier 1995 | Nigeria | 1 - 0 | Guinée |  |  |
|                 |         |       |        |  |  |

| 1er février 1995 | Mali | 3 - 0 | Guinée |  |  |
|                  |      |       |        |  |  |

| 1er février 1995 | Nigeria | 2 - 1 | Zambie |  |  |
|                  |         |       |        |  |  |

### Groupe B
| Rang | Équipe   | Pts | J | G | N | P | Bp | Bc | Diff |
| ---- | -------- | --- | - | - | - | - | -- | -- | ---- |
| 1    | Cameroun | 7   | 3 | 2 | 1 | 0 | 4  | 1  | +3   |
| 2    | Burundi  | 4   | 3 | 1 | 1 | 1 | 3  | 3  | 0    |
| 3    | Maurice  | 3   | 3 | 1 | 0 | 2 | 4  | 6  | -2   |
| 4    | Sénégal  | 2   | 3 | 0 | 2 | 1 | 2  | 3  | -1   |

| 31 janvier 1995 | Cameroun | 0 - 0 | Sénégal |  |  |
|                 |          |       |         |  |  |

| 31 janvier 1995 | Maurice | 1 - 2 | Burundi |  |  |
|                 |         |       |         |  |  |

| 2 février 1995 | Sénégal | 1 - 1 | Burundi |  |  |
|                |         |       |         |  |  |

| 2 février 1995 | Cameroun | 3 - 1 | Maurice |  |  |
|                |          |       |         |  |  |

| 4 février 1995 | Sénégal | 1 - 2 | Maurice |  |  |
|                |         |       |         |  |  |

| 4 février 1995 | Cameroun | 1 - 0 | Burundi |  |  |
|                |          |       |         |  |  |

## Phases finale

### Demi-finales
| 6 février 1995 | Cameroun | 2 - 1 | Nigeria | Kaduna |  |
|                |          |       |         |        |  |

| 6 février 1995 | Mali | 0 - 3 | Burundi                        | Lagos |
|                |      |       | Rukundo · Massoudi · Masumbuko |       |

### Troisième place
| 7 février 1995 | Nigeria | 1 - 0 | Mali | Lagos |  |
|                |         |       |      |       |  |

### Finale
| 8 février 1995 | Cameroun | 4 - 0 | Burundi | Lagos |  |
|                |          |       |         |       |  |

## Résultat
| CAN 1995 Junior Vainqueur |
| ------------------------- |
| Cameroun 1re titre        |

### Qualification pour le Championnat du monde junior
Les deux équipes finaliste sont qualifiées pour la Coupe du monde des moins de 20 ans 1995 :
- Cameroun
- Burundi